# Шаблюев, Иван Константинович
Иван Константинович Шаблюев (род. 17 апреля 1988 года) — российский легкоатлет, специализирующийся на барьерном беге на 400 метров.

## Биография
Выступает за Вооруженные силы (Санкт-Петербург) — имеет воинское звание сержант, тренеры — С. Г. Петров, М. Ю. Михайлова и В. И. Назаров.
В 2010 году был вторым на чемпионате России, также вторым был в эстафете в составе команды Санкт-Петербурга.
В 2011 году был вторым на чемпионате России в эстафете 4х400 метров.
В 2012 году был вторым на чемпионате России в смешанной эстафете.
В 2013 году на зимнем чемпионате России был бронзовым призёром в эстафете 4×200 метров, а на чемпионате России был третьим в барьерном беге, вторым — в смешанной эстафете и чемпионом России в эстафете 4х400 метров.
На Meeting National en salle de Mondeville 1 февраля 2014 года установил рекорд России на дистанции 400 метров с барьерами в помещении — 51,81. Такой результат позволил Ивану завоевать серебро турнира.
На чемпионате России 2014 года был вторым в эстафете 4×400 метров и чемпионом России в эстафете 4х100 метров.
В 2015 году завоевал бронзу Универсиады в Кванджу, установив личное лучшее достижение. В августе 2015 года завоевал серебро чемпионата России.
В 2015 года Принимал участие в Чемпионате мира.
В 2015 году стал Чемпион мира среди военнослужащих, в Корее.
В 2016 году был в составе Олимпийской сборной России по легкой атлетике.
Так же многократный победитель коммерческих международных соревнований по легкой атлетике.